# Fuki Yamada
Fuki Yamada (山田 楓喜?, Yamada Fuki; Minakuchi, 10 luglio 2001) è un calciatore giapponese, centrocampista del Nacional in prestito dal Kyoto Sanga.

## Caratteristiche tecniche
Mancino, è abituato a giocare come ala destra.

## Carriera

### Club
Cresciuto nel settore giovanile del Kyoto Sanga, ha esordito in prima squadra il 9 giugno 2021, nella partita casalinga di Coppa dell'Imperatore vinta per 3-1 contro l'Imabari.

### Nazionale
Yamada ha rappresentato il Giappone a diversi livelli giovanili, giocando con le nazionali Under-15 e Under-23.
Nel 2024 è stato convocato dalla nazionale olimpica giapponese per partecipare ai Giochi della XXXIII Olimpiade in qualità di giocatore di riserva.

## Statistiche

### Cronologia presenze e reti in nazionale
| Cronologia completa delle presenze e delle reti in nazionale ― Giappone olimpica | Cronologia completa delle presenze e delle reti in nazionale ― Giappone olimpica | Cronologia completa delle presenze e delle reti in nazionale ― Giappone olimpica | Cronologia completa delle presenze e delle reti in nazionale ― Giappone olimpica | Cronologia completa delle presenze e delle reti in nazionale ― Giappone olimpica | Cronologia completa delle presenze e delle reti in nazionale ― Giappone olimpica | Cronologia completa delle presenze e delle reti in nazionale ― Giappone olimpica | Cronologia completa delle presenze e delle reti in nazionale ― Giappone olimpica |
| Data                                                                             | Città                                                                            | In casa                                                                          | Risultato                                                                        | Ospiti                                                                           | Competizione                                                                     | Reti                                                                             | Note                                                                             |
| -------------------------------------------------------------------------------- | -------------------------------------------------------------------------------- | -------------------------------------------------------------------------------- | -------------------------------------------------------------------------------- | -------------------------------------------------------------------------------- | -------------------------------------------------------------------------------- | -------------------------------------------------------------------------------- | -------------------------------------------------------------------------------- |
| 27-7-2024                                                                        | Bordeaux                                                                         | Giappone olimpica                                                                | 1 – 0                                                                            | Mali olimpica                                                                    | Olimpiadi 2024 - 1º turno                                                        | -                                                                                | 69’                                                                              |
| 30-7-2024                                                                        | Nantes                                                                           | Israele olimpica                                                                 | 0 – 1                                                                            | Giappone olimpica                                                                | Olimpiadi 2024 - 1º turno                                                        | -                                                                                | 61’                                                                              |
| 2-8-2024                                                                         | Lione                                                                            | Giappone olimpica                                                                | 0 – 3                                                                            | Spagna olimpica                                                                  | Olimpiadi 2024 - Quarti di finale                                                | -                                                                                | 46’                                                                              |
| Totale                                                                           |                                                                                  | Presenze                                                                         | 3                                                                                |                                                                                  | Reti                                                                             | 0                                                                                |                                                                                  |

| Cronologia completa delle presenze e delle reti in nazionale ― Giappone under 23 | Cronologia completa delle presenze e delle reti in nazionale ― Giappone under 23 | Cronologia completa delle presenze e delle reti in nazionale ― Giappone under 23 | Cronologia completa delle presenze e delle reti in nazionale ― Giappone under 23 | Cronologia completa delle presenze e delle reti in nazionale ― Giappone under 23 | Cronologia completa delle presenze e delle reti in nazionale ― Giappone under 23 | Cronologia completa delle presenze e delle reti in nazionale ― Giappone under 23 | Cronologia completa delle presenze e delle reti in nazionale ― Giappone under 23 |
| Data                                                                             | Città                                                                            | In casa                                                                          | Risultato                                                                        | Ospiti                                                                           | Competizione                                                                     | Reti                                                                             | Note                                                                             |
| -------------------------------------------------------------------------------- | -------------------------------------------------------------------------------- | -------------------------------------------------------------------------------- | -------------------------------------------------------------------------------- | -------------------------------------------------------------------------------- | -------------------------------------------------------------------------------- | -------------------------------------------------------------------------------- | -------------------------------------------------------------------------------- |
| 3-6-2022                                                                         | Tashkent                                                                         | Emirati Arabi Uniti under 23                                                     | 1 – 2                                                                            | Giappone under 23                                                                | Coppa d'Asia AFC Under-23 2022                                                   | -                                                                                | 69’                                                                              |
| 6-6-2022                                                                         | Tashkent                                                                         | Giappone under 23                                                                | 0 – 0                                                                            | Arabia Saudita under 23                                                          | Coppa d'Asia AFC Under-23 2022                                                   | -                                                                                | 87’                                                                              |
| 9-6-2022                                                                         | Tashkent                                                                         | Giappone under 23                                                                | 3 – 0                                                                            | Tagikistan under 23                                                              | Coppa d'Asia AFC Under-23 2022                                                   | -                                                                                | 58’                                                                              |
| 22-9-2022                                                                        | Marbella                                                                         | Svizzera under 23                                                                | 2 – 1                                                                            | Giappone under 23                                                                | Amichevole                                                                       | -                                                                                | 60’                                                                              |
| 24-3-2023                                                                        | Francoforte sul Meno                                                             | Germania under 23                                                                | 2 – 2                                                                            | Giappone under 23                                                                | Amichevole                                                                       | -                                                                                | 59’                                                                              |
| 27-3-2023                                                                        | Murcia                                                                           | Belgio under 23                                                                  | 3 – 2                                                                            | Giappone under 23                                                                | Amichevole                                                                       | -                                                                                | 87’                                                                              |
| 6-9-2023                                                                         | Al Muharraq                                                                      | Giappone under 23                                                                | 6 – 0                                                                            | Pakistan under 23                                                                | Qualificazioni Coppa d'Asia AFC Under-23 2024                                    | -                                                                                | 77’                                                                              |
| 9-9-2023                                                                         | Al Muharraq                                                                      | Palestina under 23                                                               | 0 – 1                                                                            | Giappone under 23                                                                | Qualificazioni Coppa d'Asia AFC Under-23 2024                                    | -                                                                                | 82’                                                                              |
| 12-9-2023                                                                        | Al Muharraq                                                                      | Giappone under 23                                                                | 0 – 0                                                                            | Bahrein under 23                                                                 | Qualificazioni Coppa d'Asia AFC Under-23 2024                                    | -                                                                                | 63’                                                                              |
| 14-10-2023                                                                       | Phoenix                                                                          | Messico under 23                                                                 | 1 – 4                                                                            | Giappone under 23                                                                | Amichevole                                                                       | -                                                                                | 70’                                                                              |
| 17-10-2023                                                                       | Phoenix                                                                          | Stati Uniti under 23                                                             | 4 – 1                                                                            | Giappone under 23                                                                | Amichevole                                                                       | -                                                                                | 68’                                                                              |
| 18-11-2023                                                                       | Shimizu                                                                          | Giappone under 23                                                                | 5 – 2                                                                            | Argentina under 23                                                               | Amichevole                                                                       | -                                                                                | 69’                                                                              |
| 22-3-2024                                                                        | Kameoka                                                                          | Giappone under 23                                                                | 1 – 3                                                                            | Mali under 23                                                                    | Amichevole                                                                       | -                                                                                | 46’                                                                              |
| 25-3-2024                                                                        | Kitakyūshū                                                                       | Giappone under 23                                                                | 2 – 0                                                                            | Ucraina under 23                                                                 | Amichevole                                                                       | -                                                                                | 46’                                                                              |
| 16-4-2024                                                                        | Al Rayyan                                                                        | Giappone under 23                                                                | 1 – 0                                                                            | Cina under 23                                                                    | Coppa d'Asia AFC Under-23 2024                                                   | -                                                                                | 67’                                                                              |
| 19-4-2024                                                                        | Al Rayyan                                                                        | Emirati Arabi Uniti under 23                                                     | 0 – 2                                                                            | Giappone under 23                                                                | Coppa d'Asia AFC Under-23 2024                                                   | -                                                                                | 64’                                                                              |
| 25-4-2024                                                                        | Al Rayyan                                                                        | Qatar under 23                                                                   | 2 – 4 dts                                                                        | Giappone under 23                                                                | Coppa d'Asia AFC Under-23 2024                                                   | 1                                                                                | 90+6’                                                                            |
| 29-4-2024                                                                        | Al Rayyan                                                                        | Giappone under 23                                                                | 2 – 0                                                                            | Iraq under 23                                                                    | Coppa d'Asia AFC Under-23 2024                                                   | -                                                                                | 72’                                                                              |
| 3-5-2024                                                                         | Al Rayyan                                                                        | Giappone under 23                                                                | 1 – 0                                                                            | Uzbekistan under 23                                                              | Coppa d'Asia AFC Under-23 2024                                                   | 1                                                                                | 71’                                                                              |
| Totale                                                                           |                                                                                  | Presenze                                                                         | 19                                                                               |                                                                                  | Reti                                                                             | 2                                                                                |                                                                                  |

## Palmarès

### Nazionale
- Coppa d'Asia Under-23: 1

2024